# Alizzz
Alizzz, de son vrai nom Cristian Quirante Catalán, est un musicien espagnol, compositeur, chanteur, DJ, producteur musical et représentant d'artistes basé à Barcelone. Il joue principalement de la pop, bien qu'il mélange différents styles, tels que la house, le RnB, le trap, le dancehall, l'afrobeat ou le reggaeton. Il a composé des morceaux pour C. Tangana, Rosalía, Becky G, Doja Cat, Lola Índigo, Aitana, Amaia, Princesa Alba et Paloma Mami. Il possède sa propre maison de disques, Whoa! Music,,,.

## Biographie
En 2020, il sort deux chansons intitulées Todo me sabe a poco et El Encuentro (avec Amaia), dans lesquelles il montre dans les deux chansons un style indie pop. En 2021, il participe à la production de El Madrileño de l'artiste C. Tangana. Cette participation le crédite comme ingénieur de l'album et lui vaut le Latin Grammy de la meilleure ingénierie d'enregistrement pour un album. Il a également sorti le single Ya no vales (avec C. Tangana).

## Style musical
À ses débuts dans la musique, sous le pseudonyme de Pisu, son style musical était décrit comme une union entre la bass music, le crunk et le RnB futuriste, bien qu'il ait également été capable de travailler dans les genres house, en particulier avec la pop et le trap, styles avec lesquels il a réussi à devenir célèbre et reconnu comme l'un des producteurs les plus importants du monde hispanophone. Il a également travaillé avec des genres tels que le dancehall, l'afrobeat et le reggaeton, se révélant être un expert dans la combinaison de ces genres avec la basse et les synthétiseurs.

## Discographie

### Albums studio
| Titre                    | Détails | Meilleure position |
| Titre                    | Détails | ESP                |
| ------------------------ | --- | ------------------ |
| Tiene que haber algo más | - Date de sortie : 26 novembre 2021 - Label : Whoa Music / Warner Music Spain - Format : CD, téléchargement - Jenesaispop : 8/10 | 34                 |

### EP
- 2012 : Loud
- 2013 : Whoa!
- 2015 : Your Love
- 2016 : Ocean Drive

### Singles
- 2012 : Neon Lights
- 2013 : Collapse (solo o con Dreamon)
- 2017 : Pull Up on Me (avec YAS)
- 2018 : Flex
- 2019 : No te debí besar (avec C. Tangana et Paloma Mami) (double platine)
- 2019 : Tu cama (avec Jesse Baez et Paula Cendejas)
- 2020 : Todo me sabe a poco
- 2020 : El Encuentro (avec Amaia)
- 2021 : Ya no siento nada
- 2021 : Salir
- 2021 : Ya no vales (avec C. Tangana)
- 2021 : Disimulao

### Collaborations
- 2018 : Llorando en la Limo (de C. Tangana) ( Platine)
- 2019 : Autestima (Remix) (de Cupido avec Lola Índigo et Alizzz)
- 2019 : Paris (de Dellafuente avec C. Tangana et Alizzz) ( Or)
- 2019 : Sal de mi cabeza (de Paula Cendejas)
- 2020 : Yelo (de C. Tangana)
- 2022 : Berlín U5 (de Zahara)